# Puente Tocinos
Puente Tocinos es una pedanía perteneciente al municipio de Murcia, comunidad autónoma de la Región de Murcia, en España.
La extensión de la ciudad de Murcia fuera de los límites de su distrito ha hecho que se expanda en territorio de la pedanía. De esta forma, el centro comercial Atalayas, la zona de ocio del mismo nombre así como el Palacio de Deportes de Murcia, se encuentran administrativamente en Puente Tocinos.

## Datos básicos
Puente Tocinos está situado en el margen izquierdo del Segura, cuenta con una población de 16.804 habitantes (INE 2022) y una extensión de 5,335 km². Esta pedanía murciana se encuentra ubicada a 2,5 kilómetros del centro de Murcia.
En cuanto a la organización política de la pedanía, pertenece administrativa y políticamente al ayuntamiento de Murcia y  posee una junta municipal como ámbito descentralizado, donde se gestionan las infraestructuras básicas.

## Límites
- Al oeste: Murcia (barrios de Vistabella y La Paz).
- Al este: Llano de Brujas
- Al norte: Zarandona y Casillas.
- Al sur: Los Dolores y Beniajan.

## Tradiciones
Puente Tocinos, denominada la Cuna del Belén, cuenta con una tradición de belenismo artesano, cuya fama da gloria a la pedanía y que queda reflejada en La Casa del Belén.
También tiene una importante fiesta que se celebra todos los años en otoño, con motivo de la festividad del patrona de la localidad: La virgen de Nuestra Señora del Rosario,  que consiste en realizar barbacoas por todo el pueblo "La Tocinada" rememorando la leyenda de la pedanía. Dice la leyenda que por el Puente que comunicaba Puente Tocinos con el otro lado del río se derrumbó una carreta cargada de embutido, que fue recuperada por el vecindario y cenada en común. De ahí el nombre de Puente Tocinos y la tradición de "la tocinada".
Por otro lado, el Jueves Santo recorre las calles de Puente Tocinos la procesión del silencio. En la actualidad, cuenta con dos pasos y unos setenta nazarenos que visten colores granates. La imagen del crucificado se debe a la escuela valenciana y la imagen de virgen de la Soledad de autor anónimo.

## Economía
La estructura económica de Puente Tocinos refleja parámetros similares al resto de las pedanías huertanas que la circundan. La actividad agrícola mantuvo una importancia fundamental en el pasado, pero actualmente se encuentra en franco retroceso. Los sectores económicos más importantes son el industrial y el de servicios, que se reparten los mayores contingentes de activos.
Destaca la presencia de una industria artesanal de belenes.

### Agricultura
Antiguamente, la agricultura era la fuente económica principal de las familias de la huerta de Puente Tocinos. En ella proliferaban gran variedad de cultivos, entre los que predominaban las plantaciones de moreras, por su relación con la industria de la seda. Hoy está en declive.
Limoneros, naranjos e higueras se extendían por la pedanía, especialmente en los márgenes de los bancales y camino de las huertas. Las plantaciones de higueras se mantenían en relación con la crianza de los cerdos y su engorde. La patata, el pimiento de bola para pimentón, el maíz y el trigo, así como la alfalfa, eran otros cultivos que abundaban, así como tomateras y calabacines. Con la contaminación del río Segura fueron desapareciendo las plantaciones de pimientos, ya que se secaban las plantas fácilmente.
A lo largo de la segunda mitad del siglo XX, el cultivo de las tierras huertanas dejó de ser rentable. El huertano se ha visto obligado a compaginar la huerta con otros trabajos, como la construcción y los servicios. La actividad agraria en toda la Huerta de Murcia ha ido siendo relegada a un segundo plano y se encuentra en franco retroceso. Con la llegada de las fibras artificiales en las ropas de vestir, también fue desapareciendo la industria de la seda y con ello casi todas las moreras.

### Industria
Puente Tocinos es sede del polígono industrial Camposol y de la fábrica de la compañía textil Liwe. Desde mediados del siglo XX hasta finales de la misma centuria fue sede de varias fábricas conserveras, algunas tan importantes como Cobarro Hortícola.

### Servicios
El sector servicios representa, junto a la industria, la principal fuente económica de la pedanía. El comercio especializado en todo tipo de artículos es el más numeroso. Sólo en la Calle Mayor se contabilizan casi cuatrocientos comercios: artesanos, bodegas, inmobiliarias, bares, cafeterías, constructoras, automóviles, talleres mecánicos, ferreterías, peluquerías, tiendas de confección, etc.
En terrenos de la pedanía se localiza el centro comercial Atalayas, uno de los primeros construidos en el municipio de Murcia.

### Artesanía: belenes
En la actualidad su peso económico es inferior al de los sectores anteriormente mencionados, aunque no se puede obviar que la artesanía de belenes es una fuente de ingresos fundamental para muchas familias de Puente Tocinos. Esta pedanía es conocida popularmente con el sobrenombre de Cuna del Belén.
Su primer artesano fue D. Antonio Galán Rex, que se instaló en el taller del 'Tío italiano' en 1930. Esta actividad ha ido floreciendo y alcanzando notable importancia desde entonces.

## Naturaleza
Puente Tocinos se encuentra en el corazón de la Huerta de Murcia, muy próximo al núcleo capitalino.
Este emplazamiento le otorga la dualidad de lo huertano y lo urbano, siendo este último el que gana espacio año a año en detrimento de la huerta, que se ve absorbida por el espectacular crecimiento que experimenta el área metropolitana de Murcia y la propia pedanía de Puente Tocinos.
A pesar de ello, el paisaje de Puente Tocinos aún goza de amplias zonas de cultivo agrícola en las que proliferan los árboles de frutales y de hueso, al igual que los cultivos de hortalizas: un auténtico oasis de verdor en un paisaje fuertemente urbanizado.
- Ecosistemas:

Puente Tocinos se encuentra en la margen izquierda del río Segura, ocupando la zona central de la Huerta de Murcia.

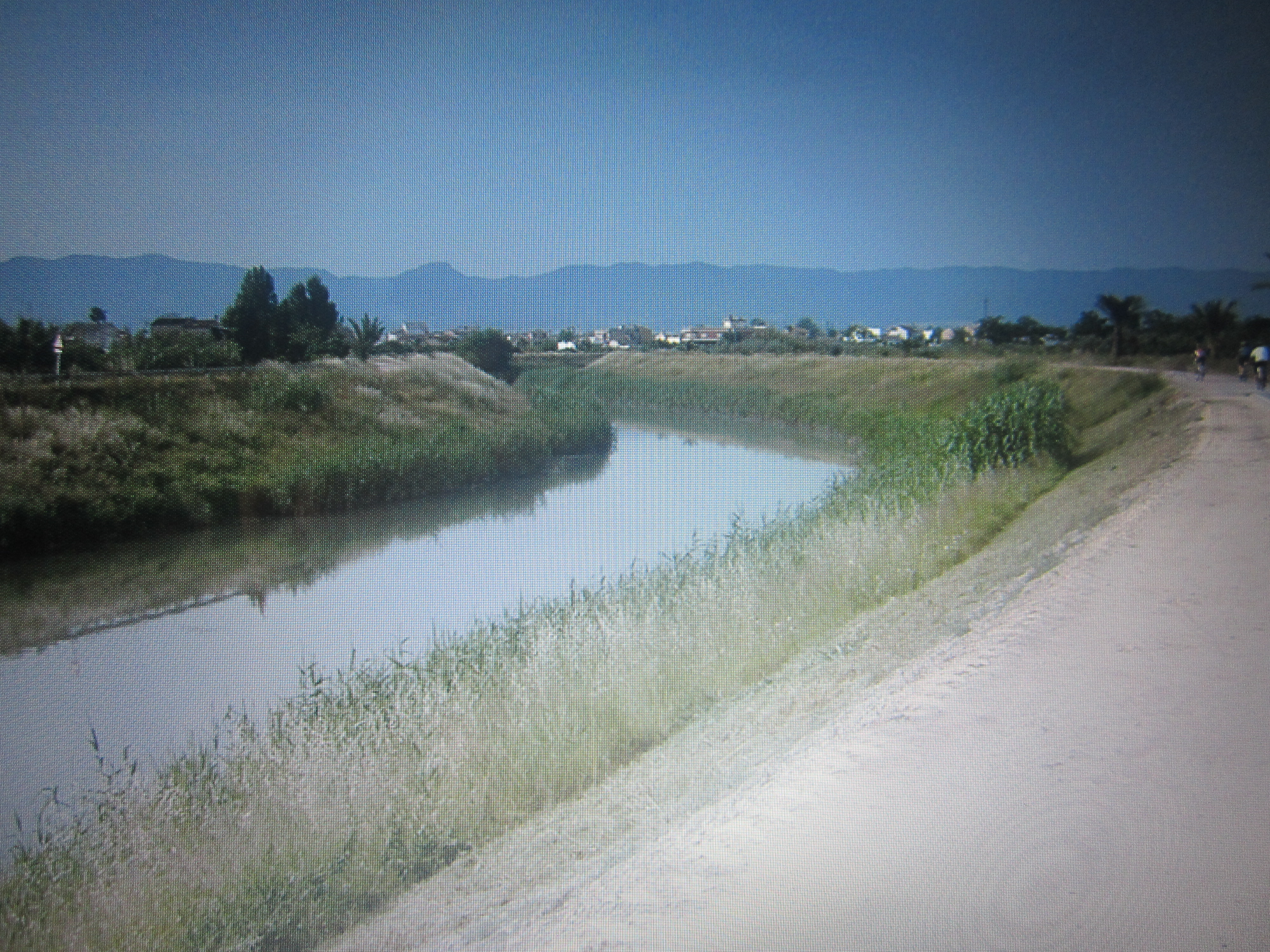
El río Segura a su paso por Puente Tocinos

Es un espacio muy urbanizado pero en el que aún se pueden apreciar amplias parcelas de huerta, con arbolado de frutales como los cítricos (naranjos y limoneros) y los de hueso duro, melocotoneros y albaricoqueros, principalmente.
Otras especies características son las higuera y chumberas, al igual que las moreras o las palmeras datileras, que conviven con los cultivos de hortalizas propios de la huerta.
- Vegetación:

La vegetación de Puente Tocinos es la típicamente huertana, con la presencia de naranjos y limoneros, así como de melocotoneros y albaricoqueros. Hay también una gran presencia de higueras, chumberas y palmeras de dátiles. Por otra parte, en las márgenes de los cauces fluviales crece el bosque de ribera propio de estas zonas, con álamos, chopos y sauces.
Los cultivos de hortalizas completan el mosaico cromático, siendo los más comunes los de tomates, pimientos, judías, guisantes, calabacines, habas...
- Fauna:

Lechuzas, gavilanes, mirlos o verdecillos son las especies más abundantes en esta zona de la huerta murciana, en la que también pueden encontrarse golondrinas, jilgueros o vencejos.